# 간사이 전력
간사이 전력 주식회사(일본어: 関西電力株式会社)는 긴키 지방 2부 4현(교토부·오사카부·시가현·효고현(아코시 후쿠우라를 제외)·나라현·와카야마현)과 후쿠이현(미카타 군 미하마정 이서)·미에현(구마노시 이남)그리고 기후현 후와군 세키가하라정의 일부 지역에 독점적으로 전력을 공급하는 전력 회사이다.
약칭으로 간덴(일본어: 関電)과 KEPCO(Kansai Electric Power Co., Inc. = 켑코)가 사용되고 있다.

## 개요
1951년 5월 1일, 마쓰나가 야스자에몬(전기사업재편성번의회위원장)의 GHQ를 설득하여, 국회의 의결보다는 협력 의지가 강했던 GHQ 포츠담 명령을 기초로, 전시 상황에 대해서 기업통폐합등으로 발족한 간사이 배전과 일본발송전을 재편한 형태로 설립되었다(이 때문에, 현재도 일부 연장자들은 간사이 전력을 '간바이'(関配)라고 부르는 사람도 있다). 뒤에 설명하겠지만, 전쟁 이전에는 긴키 지방을 거점으로 전국에 사업을 전개한 다이도 전력, 우지가와 전력, 일본전력, 도호 전력으로 흐르는 동안, 재산을 승계한 관계상, 긴키 지방 이외의 발전소 등의 설비를 다수 보유하게 되었다.
발전능력에 비해, 실제의 발전은 원자력의 비중이 약 55% 정도이다.(타사의 전기 매입, 융통, 양수 발전 등을 제외한 발전량에 한함. 설비별 비중임.)
한편, 도야마현의 구로베 댐 유역등에, 최대출력 30만kw가 넘는 대량의 수력발전소도 소유하고 있다.

## 발전설비

### 현재
- 수력발전소
  - 기센야마, 오쿠요시노, 오쿠타타라기, 오카와우치, 구로베가와 제4 발전소등 148개소 818만kw(23.5%)
  - 관리되는 발전용 댐의 목록은 일본의 발전용 댐 목록#간사이 전력을 참조.
- 화력발전소
  - 아코, 아이오이, 히메지 제1·제2, 난코, 마이즈루, 가이난, 고보, 사카이코, 다나가와 제2, 난카이 공항 에너지 센터, 미야즈 에너지 연구소 총 12개소 1,690만kw(48.5%)
- 원자력 발전소
  - 미하마, 오이, 다카하마 3개소 976만kw(28%)
- 태양광 발전소
  - 사카이 태양광 발전소

### 과거
계획되었다 중단된 발전소도 포함함.
- 스즈 원자력 발전소(이시카와현 스즈시) - 호쿠리쿠 전력·주부 전력과의 공동 영업이 예장되어 있었음.
- 구미하마 원자력 발전소(교토 부 구마노 군 구미하마정, 현 교탄고시 구미하마 정)
- 히기가와 원자력 발전소(와카야마 현 니시무로군 히기가와정)
- 다카사고 석유화력발전소(효고현 다카사고시) - 2006년 폐지.

## 영업소
- 본점 오사카시 기타구(간사이 빌딩)
- 원자력 사업본부(구 와카사지사) 후쿠이현 미카타 군 미하마정
  - 지역 공생본부 후쿠이시
- 오사카키타지점 오사카시 기타구
  - 구조영업소 오사카시 니시구
  - 오기마치영업소 오사카시 기타구
  - 이케다영업소 이케다시
  - 미쿠니영업소 오사카시 요도가와구
  - 호쿠세쓰영업소 스이타시
  - 다카쓰키영업소 다카쓰키시
  - 모리구치영업소 모리구치시
  - 히라카타영업소 히라카타시
- 오사카미나미지점 오사카 시 스미노에구
  - 난바영업소 오사카 시 나니와구
  - 히가시스미요시영업소 오사카 시 히가시스미요시구
  - 히가시오사카영업소 히가시오사카시
  - 하비키노영업소 하비키노시
  - 미나미오사카영업소 사카이시 사카이구
  - 기시와다영업소 기시와다시
- 교토지점 교토부 시모교구
  - 교토영업소 교토시 기타구
  - 후시미영업소 교토시 후시미구
  - 후쿠치야마영업소 후쿠치야마시
  - 마이즈루영업소 마이즈루시
  - 미야즈영업소 미야즈시
  - 미네야마영업소 교탄고시
  - 오바마영업소 오바마시
  - 다카하마영업소 오이군 다카하마정
  - 미하마영업소 미카사군 미하마정
- 고베지점 고베시 주오구
  - 고베영업소 고베시 주오구
  - 아카시영업소 아카시시
  - 아와지영업소 스모토시
  - 한신영업소 아마가사키시
  - 산다영업소 산다시
- 히메지지점 히메지시
  - 히메지영업소 히메지 시
  - 가코가와영업소 가코가와시
  - 아이오이영업소 아이오이시
  - 도요오카영업소 도요오카시
  - 야시로영업소 가토시
- 나라지점 나라시
  - 나라영업소 나라시
  - 다카다영업소 야마토타카다시
- 시가지점 오쓰시
  - 시가영업소 오쓰시
  - 히코네영업소 히코네시
  - 요카이치영업소 히가시오미시
- 와카야마지점 와카야마시
  - 와카야마영업소 와카야마시
  - 신구영업소 신구시
  - 다나베영업소 다나베시
  - 고보영업소 고보시
  - 하시모토영업소 하시모토시
- 도카이지사 나고야시 히가시구(기소가와 유역의 수력발전소 - 구 다이도 전력 관리)
- 호쿠리쿠지사 도야마시
- 도쿄지사 도쿄도 지요다구
- 화력센터 오사카시 기타구
- 간사이 전력병원 오사카시 후쿠시마구
- 간사이 전력 능력 개발 센터 이바라키시

2004년 6월 30일, 긴키 2부 4현의 일부 영업소가 재편되었다. 긴키에 대폭 재편이 행해진데 대해, 후쿠이 현에서는 전부 재편이 실시되었고, 원자력 발전소 입지 지역에 대해 '배신'이라 보는 견해도 있다.

## 발전설비와 관계된 특기 사항
간사이 전력은, 수력 발전 및 원자력 발전의 영역에 대해, 다른 전력 회사와 비교되는 특징이 있다.

### 구로베가와 유역의 전원 발전

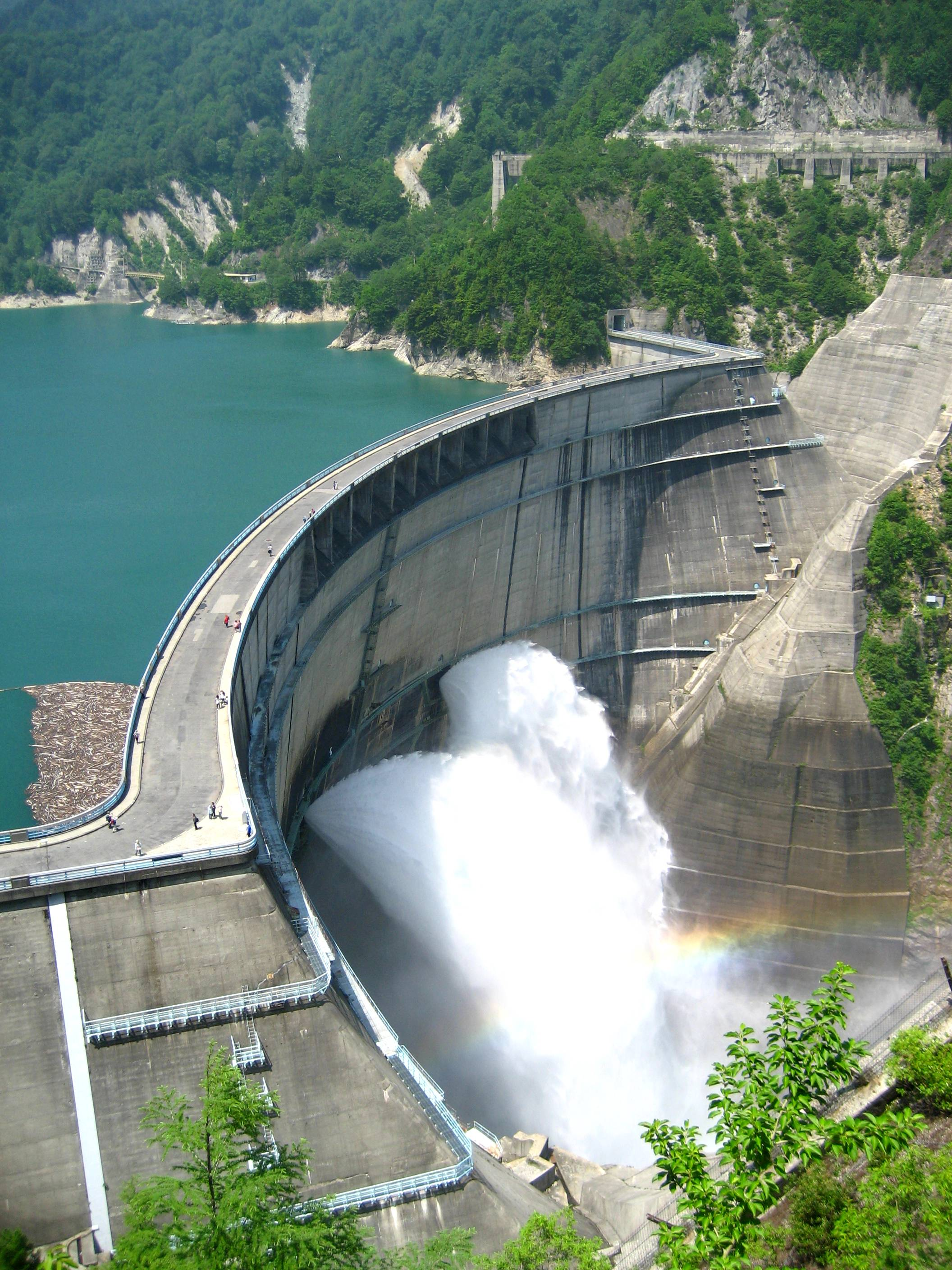
구로베 댐

제2차 세계 대전 이전의 일본전력(후의 일본발송전)은 긴키 지방에의 배전을 목적으로 도야마현 구로베가와 수계의 많은 수력발전 설비를 건설했다. 전쟁 이후, 일본발송전을 해체한 후, 배전지주의(配電地主義)의 관점에서는 이를 간사이 전력이 승계하는 것으로 보았고, 드디어 간사이 전력이 자신들의 손으로 구로베가와 제4 발전소를 건설했다. 이 사정으로, 배전지역 외의 도야마시에 호쿠리쿠 지사가 위치한 것과, 특히 구로베가와 제4 발전소를포함한 구로베 댐 등을 포함한 고쿠시(黑四)관련시설의 관리를 담당하는 나가노현 오마치시의 고쿠시 관리 사무소가 생겼다.
이곳의 발전 시설의 건설을 위해 일본전력 시대에는 현 JR 구로베 역으로부터 구로베가와 주변까지 이어지는 철도나 전용 궤도 또는 도보(닛덴 도보)가 건설되었고, 이에 더해 고쿠시 관련시설 건설의 경우에는 나가노 현 측의 공사용 도로(후의 오마치 유료 도로를 포함한 간덴 터널)도 건설되었다. 이곳의 철도·궤도·도로는 본래의 발전 설비의 유지 관리가 목적이었으나, 지원(地元)철도 회사로의 이관으로, 관광 목적으로 사용되고 있다. 현재, 간사이 전력에서는, 오기자와 역부터 구로베 댐 역까지의 간사이 터널 롤리 버스를 철도사업자의 권한으로 운행하고 있으며(송전은 주부 전력이 담당), 구로베 계곡 철도 게야키타이라 역부터 이어져 있는 우에베 궤도를 전용 철도로 운행하고 있다. 또한, 시모베 궤도(우나즈키 - 게야키다이라)는 자회사인 구로베 계곡 철도가 운영하고 있다.

### 원자력과 간사이 전력
간사이 전력은, 전력 구성의 일부인 원자력 발전의 비율이 타사보다도 높은 것으로 알려져 있다. 동사의 CM에서도, 간사이의 전기의 약 절반은 원자력이라는 캐치프레스가 흐르고 있다.
동사의 원자력 발전소는, 후쿠이현 와카사 지방에 집중 위치해 있다. 내역은 미하마정의 미하마 발전소 3기, 오이정의 오이 발전소와 다카하마정의 다카하마 발전소가 각각 4기로 총 11기가 있다. 전부 가압수형 원자로를 사용하고 있다.
이 지역은 후쿠시마현 태평양 해안가와 비슷하게 원자력 발전소가 집중되어 있는 지역으로, 전술한 3곳의 발전소에 더해, 쓰루가시에 일본 원자력 발전의 쓰루가 발전소, 일본 원자력 연구 개발 기구가 있는 고속증식로 몬주와 신형전환로 후겐(현재는 운전 정지 및 폐쇄 작업 중), 주식회자 원자력 발전 훈련 센터(미쓰비시 중공업의 관련회사)등도 입지해 있어, 별명 겐바쓰 긴자(일본어: 原発銀座)라 불리기도 한다.

### 동일본 대지진의 영향
2011년 3월 11일의 도호쿠 지방 태평양 해역 지진(동일본 대지진)이 발생하여, 도쿄 전력의 후쿠시마 제1 원자력 발전소에서 방사성 물질 유출 사고가 벌어진데 대해 동사(간사이 전력)는 관리하에 있는 원자력 발전소의 비상용 디젤 발전기 이외, 이동 가능한 전원 장치를 별도고지대 등에 장치하였다고 각 언론을 향해 발표했다.
그리고 같은해 6월 10일에 동사는, 원자력 발전소의 운전 정지 및 정기 검사 후의 재가동 지연기에 대해 전력의 공급 부족으로 인한 정전을 회피하기 위해 같은해 7월 1일부터 9월 22일까지 평일 9시부터 20시까지, 개인·법인의 전 수요 가정에 대하여, 15% 전도의 절전 협력을 요청하는 내용의 보도를 발표했다. 그리고 7월 1일, 전기 예보의 발표(6월 29일 개시)를 포함해, 동사로부터의 절전에 대한 협력 요청이 이루어지고 있다.

### 40년 이상 노후 원전 재가동 및 설비,증축공사 개선
2019년 1월 28일 타카하마 원자력 발전소 폐로를 대신 해줄 1,2호기 공사 계획 변경을 개선책을 내놓았다, 원자로건물에 있는 원자로용기를 초음파 검사, 1~2호기 원자로건물 내부에 증기발생기 교체, 원자로건물 외부에 증축공사, 1~2호기 중앙제어실 조작패널를 아날로그 방식을 아닌 디지털 조작패널를 교체, 터빈건물와 설비시설에 지진대비를 위해 내진설계 증측공사, 해안방벽을 5.5 ~ 6.0cm 증측을 하였다. 추가로 3,4호기 건설계획을 승인하였다.

## 같이 보기
- 오사카 시립 과학관